# Fab 5 Freddy
Fred Brathwaite (nascido em 1959), mais conhecido pelo seu nome artístico Fab 5 Freddy, é um historiador de hip hop e ex-artista de grafite estadunidense. Foi ativo na cidade de Nova Iorque durante a década de 1970 e o início da década de 1980, e mais tarde apresentou o primeiro video show de hip hop na TV, o "Yo! MTV Raps".